# Districte de Vyškov
El districte de Vyškov - (txec) Okres Vyškov - és un districte de la regió de Moràvia Meridional, a la República Txeca. La capital és Vyškov.

## Llista de municipis
Bohaté Málkovice -
Bohdalice-Pavlovice -
Bošovice -
Brankovice - 
Bučovice -
Chvalkovice -
Dětkovice -
Dobročkovice -
Dražovice -
Drnovice -
Drysice -
Habrovany -
Heršpice -
Hlubočany -
Hodějice -
Holubice -
Hostěrádky-Rešov -
Hoštice-Heroltice -
Hrušky -
Hvězdlice -
Ivanovice na Hané -
Ježkovice -
Kobeřice u Brna -
Kojátky -
Komořany -
Kozlany -
Kožušice -
Krásensko -
Křenovice -
Křižanovice -
Křižanovice u Vyškova -
Kučerov -
Letonice -
Lovčičky -
Luleč -
Lysovice -
Malínky -
Medlovice -
Milešovice -
Milonice -
Moravské Málkovice -
Mouřínov -
Němčany -
Nemochovice -
Nemojany -
Nemotice -
Nesovice -
Nevojice -
Nížkovice -
Nové Sady -
Olšany -
Orlovice -
Otnice -
Podbřežice -
Podivice -
Podomí -
Prusy-Boškůvky -
Pustiměř -
Račice-Pístovice -
Radslavice -
Rašovice -
Rostěnice-Zvonovice -
Rousínov -
Ruprechtov -
Rybníček -
Šaratice -
Slavkov u Brna -
Snovídky -
Studnice -
Švábenice -
Topolany -
Tučapy -
Uhřice -
Vážany nad Litavou -
Vážany -
Velešovice -
Vyškov -
Zbýšov -
Zelená Hora